# Wskaźnik Tashiro
Wskaźnik Tashiro – wskaźnik chemiczny służący do oznaczania kwasowości roztworów. Zmienia barwę w zakresie 4,4–6,2. Wskaźnik ten w środowisku zasadowym ma zabarwienie zielone, natomiast w środowisku o odczynie kwaśnym charakteryzuje się amarantowofioletową barwą. W punkcie równoważnikowym, pH = pKI, staje się szary.

Chemicznie jest to roztwór czerwieni metylowej i błękitu metylenowego w etanolu. Błękit metylenowy nie jest wskaźnikiem pH, a jego rolą jest uzyskanie lepiej widocznej zmiany barwy.

## Zmiany koloru
- środowisko kwaśne: fioletowy
- punkt równoważnikowy (pH = 5,2): szary
- środowisko zasadowe: zielony

Szara barwa roztworu, występująca w punkcie równoważnikowym (stechiometrycznym) jest w praktyce laboratoryjnej bardzo trudna do osiągnięcia, podobnie jak w przypadkach innych wskaźników.